# Children of the Universe
Chansons représentant le Royaume-Uni au Concours Eurovision de la chanson
Believe in Me
(2013) Still in Love with You
(2015)
Children of the Universe (en français « Enfants de l'Univers ») est la chanson de la chanteuse Molly Smitten-Downes qui représente le Royaume-Uni au Concours Eurovision de la chanson 2014 à Copenhague, au Danemark.
Le Royaume-Uni faisant partie du Big Five, il est directement qualifié pour la finale le 10 mai 2014, au cours de laquelle elle termine à la 17e place avec 40 points.